# Gathus
Gathus, även gatuhus, gatehus och gadehus, används i flera olika, delvis överlappande betydelser. Gatehus är hus som är byggda vid bygatorna i gamla byar (även sådana som nu är städer), och förekommer i Skåne, Halland och Blekinge, medan gatuhus och gathus är hustyper som förekommer i städer.

## Äldre stadsbebyggelse

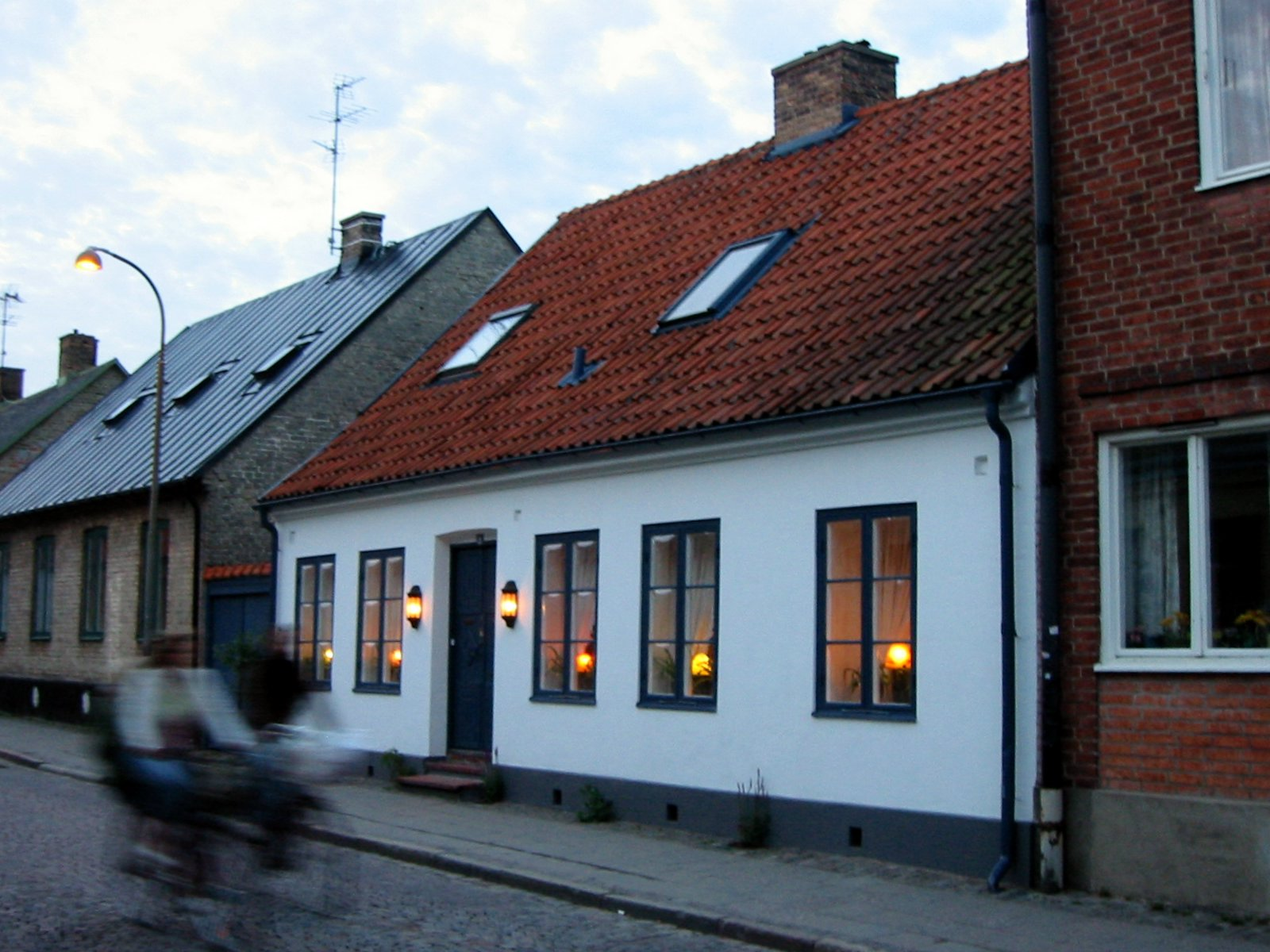
Gatuhus i äldre stadsbebyggelse, centrala Lund

I äldre stadsbebyggelse är gathus benämning på en bostadslänga utmed eller intill en gata, vanligen i ett eller 1½ plan. Innanför gathuset finns vanligen en gård, gårdshus och tidigare ibland stall, fähus och kanske en kåltäppa eller köksträdgård. Sådana gathus kan, men behöver inte vara, sammanbyggda med grannhusen. Gården kan också vara avskild från gatan med plank.

## Gatehus

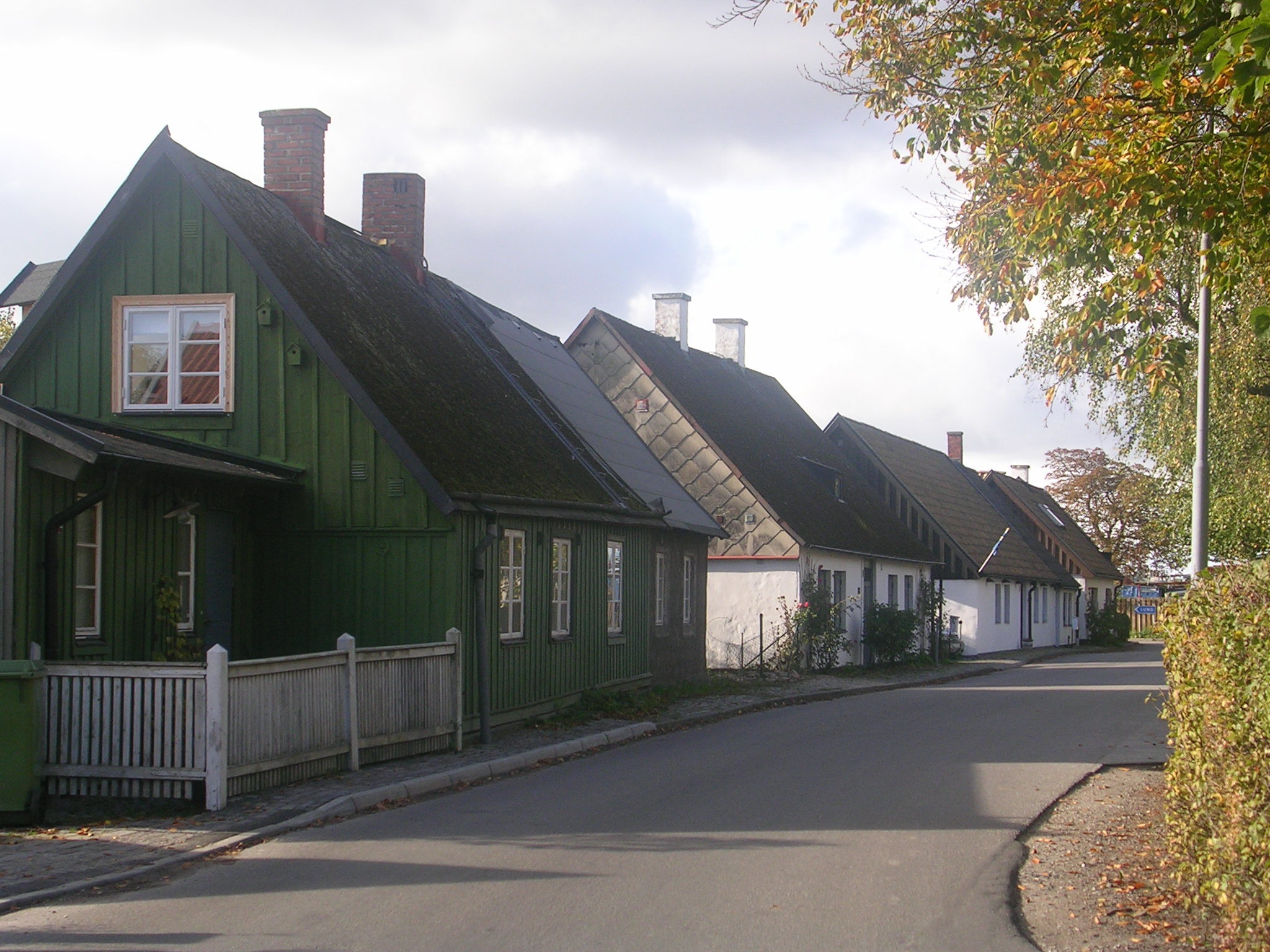
Gatehus i Stora Råby utanför Lund

Gatehus är i de tidigare danska landskapen Skåne, Halland och Blekinge hus som byggts i byar, ofta utmed bygatan och är närmast jämförbara med backstugor i resten av Sverige. En innehavare av ett gatehus kallades gatehusman, och var likställd med en torpare. Gatehusen beboddes av hantverkare som snickare, smeder, skräddare, med flera, samt de större godsens och gårdarnas daglönade lantarbetare. Till följd av enskiftet, i Skåne förordnat 1803, ökade tillgången på gatehus när bysprängningen och utflyttningen av gårdar frigjorde bytomter och ibland även hus.
Utomgränsbebyggelse skedde kring städer, köpingar och municipalsamhällen, särskilt i samband med den begynnande urbaniseringen. Gathus byggdes på samma sätt som i landsbygdens byar.

## I den industrialiserade staden

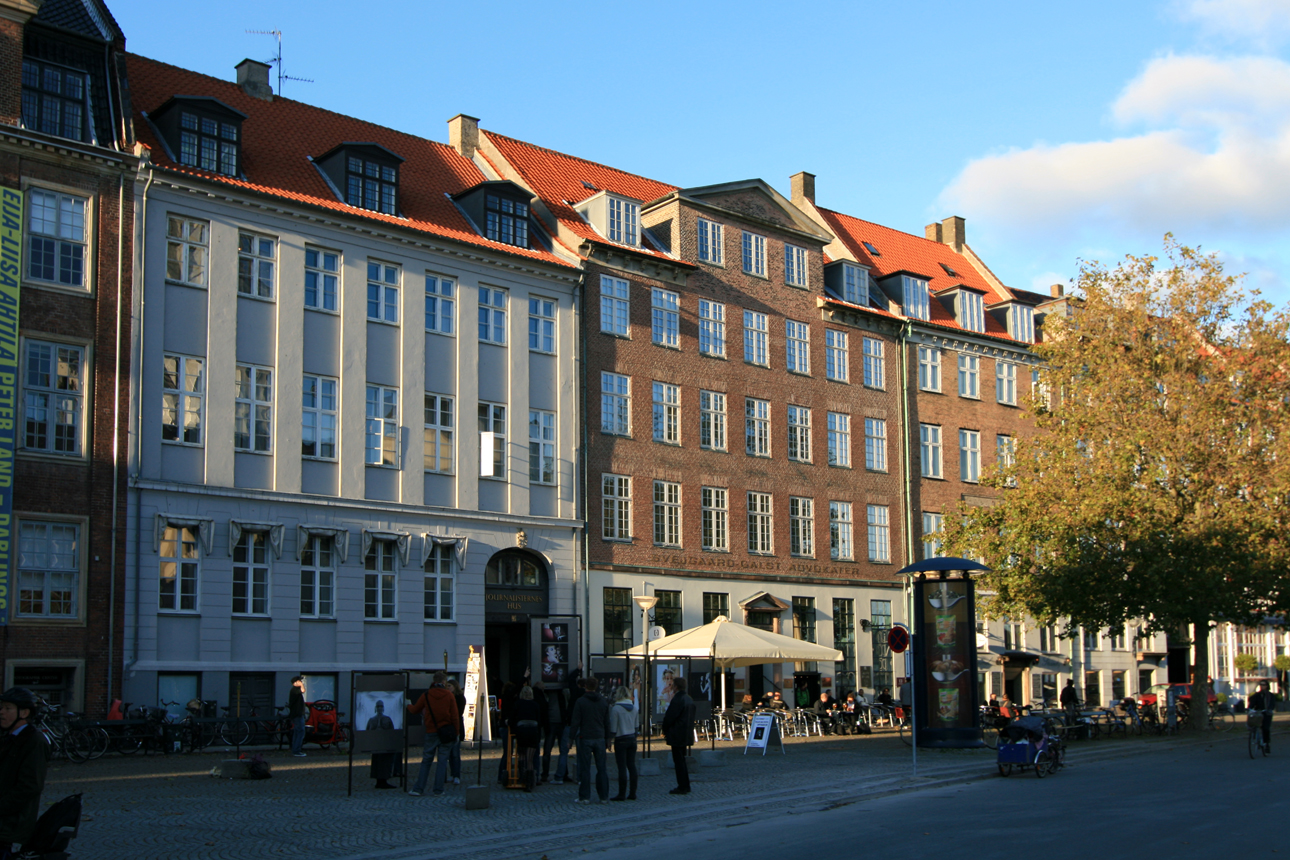
Gathus från den industrialiserade stadens expansion

I den industrialiserade staden används begreppet gathus i motsats till gårdshus och flygelhus. Dessa gathus byggdes i flera våningar, med en eller flera lägenheter per våning. I gathuset fanns fastighetens mest påkostade bostadslägenheter medan de inre husen lägenheter byggdes smärre och med lägre takhöjd. De inre husen kunde även byggas med lokaler för industri, hantverk och tillhörande lager.

## I modernistisk arkitektur

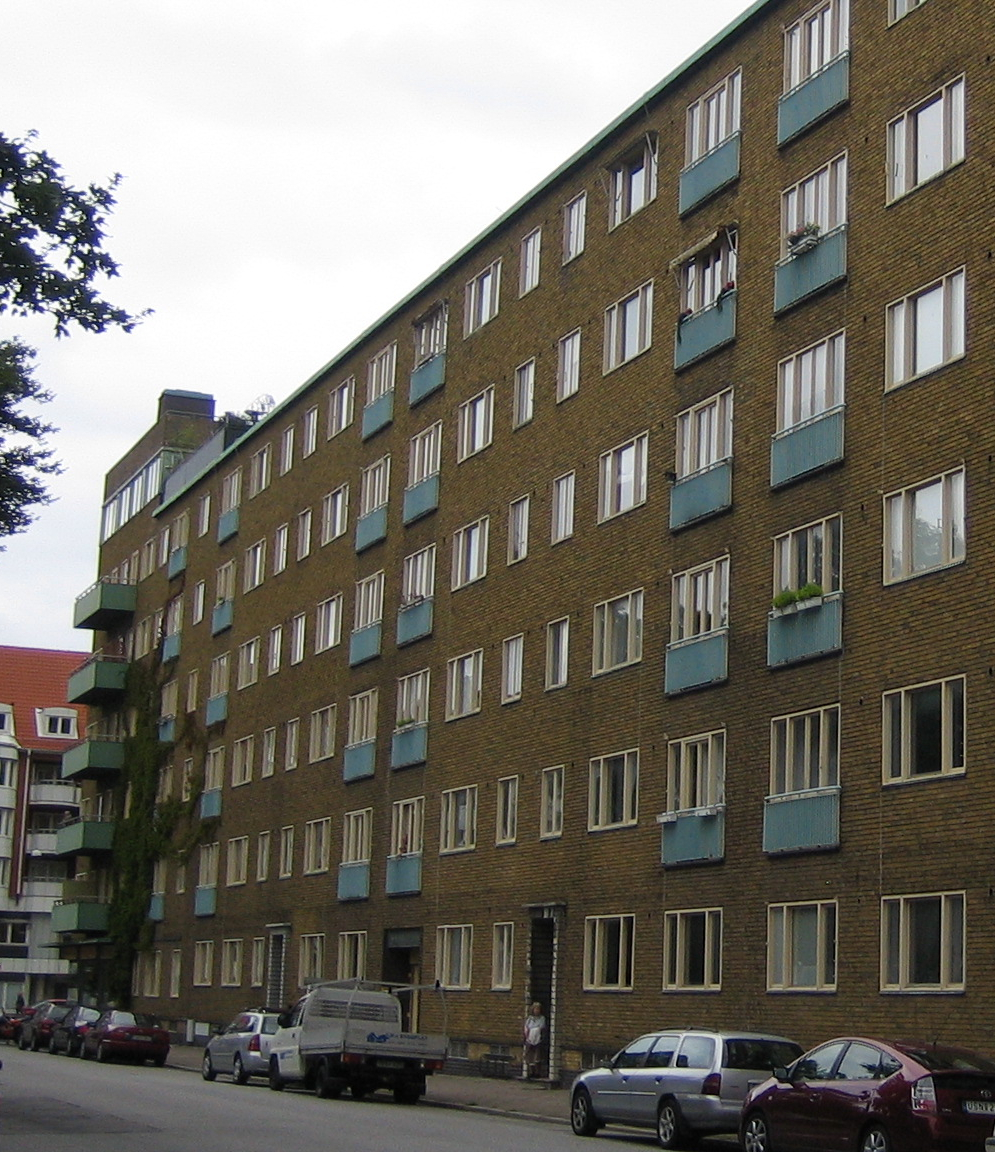
Gathus i funkis med stor gemensam innergård

I den modernistiska staden används begreppet gathus i motsats till uppbruten kvartersbebyggelse med flerbostadshus som lamellhus, punkthus, eller liknande. Dessa gathus byggdes ofta runt en öppen storgård. Postmodernism och nyurbanism kan utnyttja gathus som medel.

## Källor

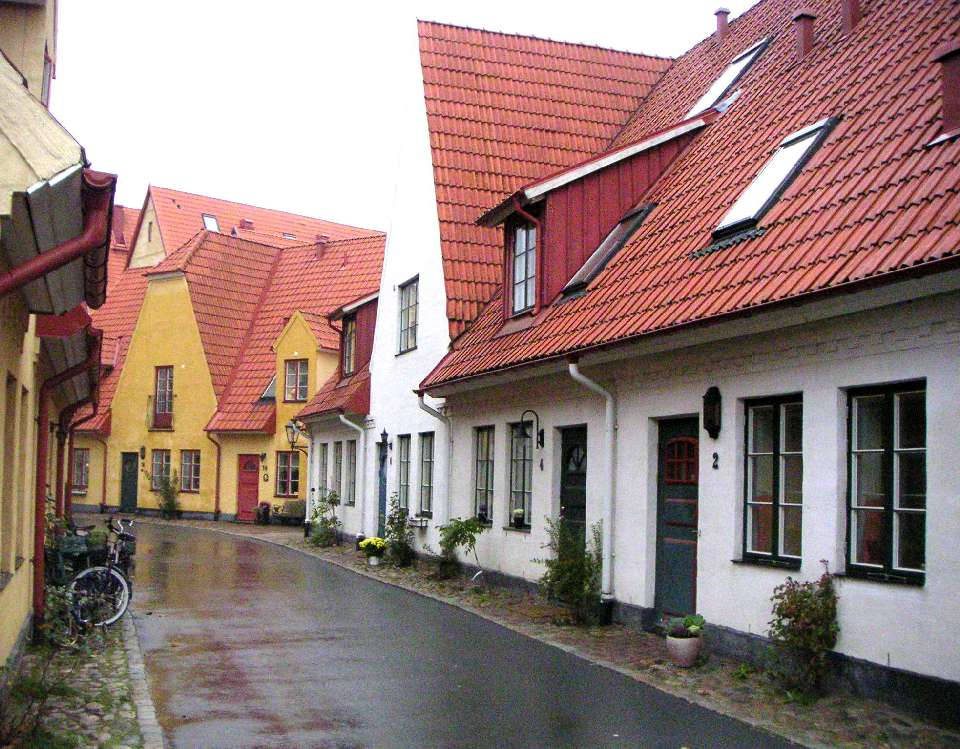
Tillbakablickande arkitektur, här från Jakriborg